# تشارلز تلفير

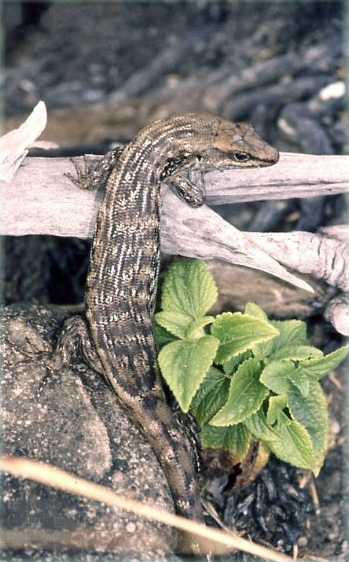
سقنقور تلفيري

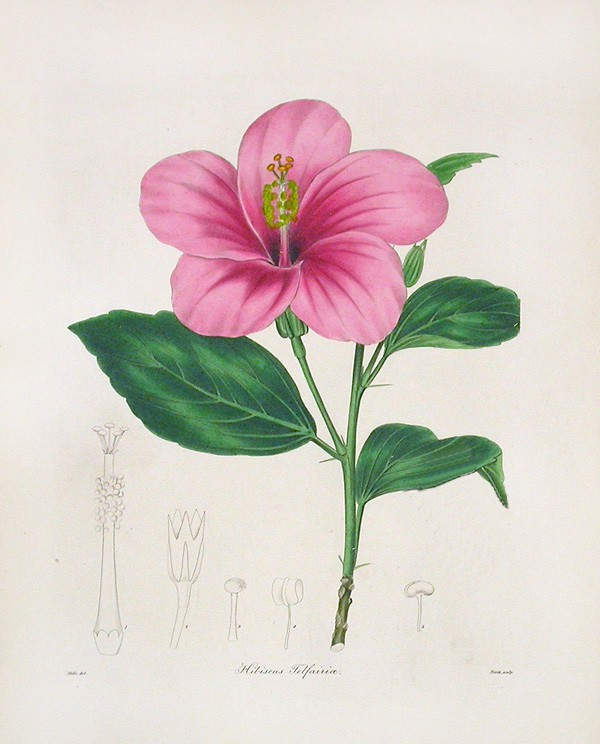
خطمي تلفيري

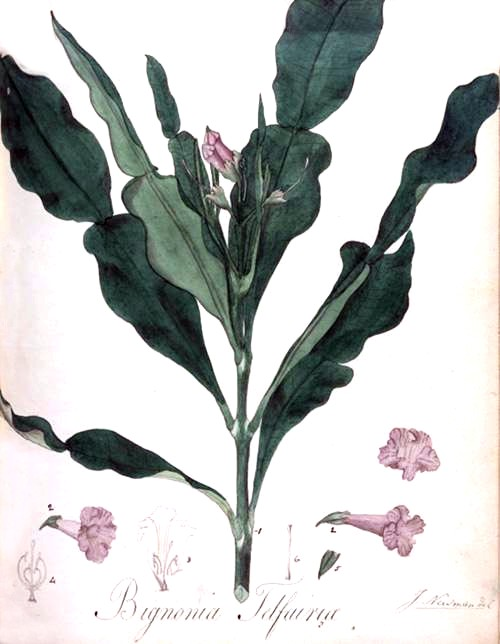
بينونية تلفيرية

تشارلز تلفير (1778-1833) (بالإنجليزية: Charles Telfair)‏ هو عالم نبات إيرلندي. سمي جنس النباتات القرعية التلفيرية (الاسم العلمي: Telfairia) تكريماً له.